# Myrmoderus squamosus
A Myrmoderus squamosus a madarak (Aves) osztályának verébalakúak (Passeriformes) rendjébe és a fazekasmadár-félék (Furnariidae) családjába tartozó faj.

## Rendszerezése
A fajt August von Pelzeln osztrák ornitológus írta le 1868-ban, a Myrmeciza nembe Myrmeciza squamosa néven. Besorolása vitatott, egyes szervezetek jelenleg is ide sorolják.

## Előfordulása
Brazília keleti részén, az Atlanti-óceán partvidékén honos. Természetes élőhelyei a szubtrópusi és trópusi síkvidéki esőerdők és szavannák. Állandó nem vonuló faj.

## Megjelenése
Testhossza 14–15 centiméter, testtömege 16,5–20 gramm.
|  |  |

## Életmódja
Rovarokkal és pókokkal táplálkozik.

## Természetvédelmi helyzete
Az elterjedési területe nagyon nagy, egyedszáma viszont csökken, de még nem éri el a kritikus szintet. A Természetvédelmi Világszövetség Vörös listáján nem veszélyeztetett fajként szerepel.